# Petra de San José (película 2021)
Petra de San José  es una película protagonizada por Marian Arahuetes y Assumpta Serna que fue estrenada en el año 2021. La producción fue impulsada por la Congregación fundada por Petra de San José:  Madres de Desamparados y San José de la Montaña para dar a conocer la vida, apostolado y obra social de su fundadora.. La película arranca con el robo de los restos de Beata Petra de San José y su traslado en 1936 e intercalará dos escenas más de la vida de su protagonista: su conversión y ordenación cuando es joven y, por otro lado, el cuestionamiento y juicio a la que fue sometida a raíz del éxito de peregrinos y cartas recibidas en el Real Santuario San José de la Montaña en Barcelona.

## Producción
La Producción fue impulsada por la congregación que fundó la protagonista en 1881  .La productora que recibió en encargo fue Goya Producciones, una pequeña productora española especializada en cine religioso. 
El rodaje se desarrolló durante el 2020 por lo que se vio muy afectado por las restricciones sanitarias debidas a la Pandemia del Covid-19. La intención inicial de incluir escenarios reales de la vida de Petra de San José fue imposible y se recurrió a decorados. Esto es notorio en la presencia del Real Santuario San José de la Montaña ya que los interiores  que se muestran en la película no corresponden a los del Santuario.

## Sinopsis
Ana vive su juventud en Valle de Abdalajís (Málaga). Pero su vida da un giro total y, junto con un grupo de valientes y decididas mujeres, inicia una labor caritativa en favor de los más necesitados, especialmente ancianos abandonados, niños huérfanos y personas en situación de vulnerabilidad. Con el tiempo llegaría a fundar la Congregación de Madres de Desamparados y San José de la Montaña. 30 años después de su muerte, sus restos son robados en plena guerra civil española.

## Reparto y personajes

Marian Arauetes interpreta a Petra de San José de joven.

- Marian Arahuetes, como Madre Petra de joven, Ana.
- Olga Mansilla, como Madre Petra de mayor.
- Assumpta Serna, como Condesa de Corbos.
- Alba Recondo, como Rafaela
- Wendy Gara, como Josefita
- Emilio Linder, como el Obispo de Málaga
- Alejandro Arroyo, como Pio X
- Carlos Cañas, como Conde de Corbos
- Fran Calvo, como "hombre misterioso".
- Roberto Chapu., como Román.
- Isabell Madollel, como Isabel de joven

## Premios y Reconocimientos
- Festival ICFF ( International Christian Film & Music Festival ) de Estados Unidos

2024 : Nominación a Mejor Fotografía y a Mejor película Extranjera